# Monastère Saint-Karapet
Le monastère Saint-Karapet ou monastère Saint-Jean-le-Précurseur (en arménien Սուրբ Կարապետ Վանք, Sourp Karapet Vank), également couvent des Neuf Coins (en raison de neuf sources proches) et Glakavank (« monastère de Glak »), est un monastère arménien situé aujourd'hui en Turquie, près de l'actuelle ville de Muş. Fondé selon la tradition par saint Grégoire l'Illuminateur au IVe siècle mais ne se développant qu'à partir des années 940, cet important centre religieux arménien composé de quatre églises a été détruit lors et après le génocide arménien.

## Situation géographique
Pour des articles plus généraux, voir Tôroubéran et Taron (Arménie).

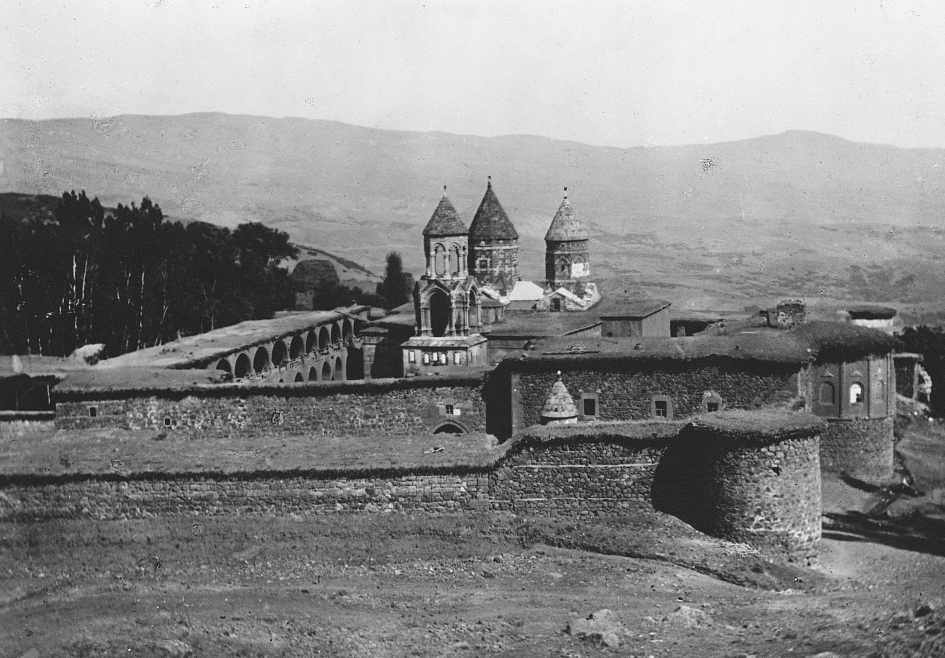
Image pris entre 1915-1923 du Saint Karapet Vank

Les ruines de Saint-Karapet se situent à une trentaine de kilomètres au nord-ouest de la ville de Muş en Turquie, sur le flanc sud-est du mont Karké, à l'emplacement de l'actuel village kurde de Changli. Il se dressait dans la région historique arménienne du Taron.

## Histoire
La tradition populaire fait remonter la fondation du monastère à l'époque de saint Grégoire l'Illuminateur au IVe siècle : ce dernier l'y aurait fondé sur les restes de temples païens et y aurait déposé des reliques de saint Jean-Baptiste (d'où le nom du monastère) et du martyr Athénogène ramenées de Césarée. Il se développe cependant seulement dans les années 940, même si Sourp Stepanos remonte peut-être au VIIe siècle.
Au cours de son histoire, le monastère est un des plus importants et des plus riches centres religieux et culturels arméniens, lieu de pèlerinage notamment lors de Vartavar et scriptorium productif ; Grégoire Magistros et Aristakès Lastivertsi en attestent déjà au XIe siècle. Ce statut survit aux invasions timourides de la fin du XIVe siècle ainsi qu'à un saccage par les Kurdes en 1827. 
Le monastère accueille un orphelinat à la suite des massacres hamidiens de 1894-1896, mais il est en  partie détruit lors du génocide arménien. Une partie de son trésor (dont un reliquaire de saint Jean en argent repoussé de 1760) est néanmoins sauvegardée et transférée à Etchmiadzin, lors de l'occupation russe de la région en 1916. Saint-Karapet est entièrement détruit par après.

## Bâtiments
Pour un article plus général, voir Architecture arménienne.
Précédée à l'ouest d'un clocher-tour du XVIIIe siècle, l'église principale du lieu était Sourp Khach (« Sainte-Croix »), une église carrée aux voûtes supportées par seize colonnes et abritant des tombes ; ce plan assez inhabituel dans l'architecture arménienne et la présence de tombes laissent à penser qu'il s'agit en fait d'un ancien gavit, impression renforcée par le fait que différentes églises sont adossées à son côté oriental : Sourp Astvatsatsin (« Sainte-Mère-de-Dieu »), Sourp Stepanos (« Saint-Étienne »), Sourp Karapet (« Saint-Jean-le-Précurseur ») et Sourp Gevorg (« Saint-Georges »). 
Sourp Stepanos et Sourp Karapet étaient en outre surmontées chacune d'un tambour cylindrique et d'un toit cônique ; le monastère était enfin complété de différents bâtiments conventuels ainsi que d'une école.

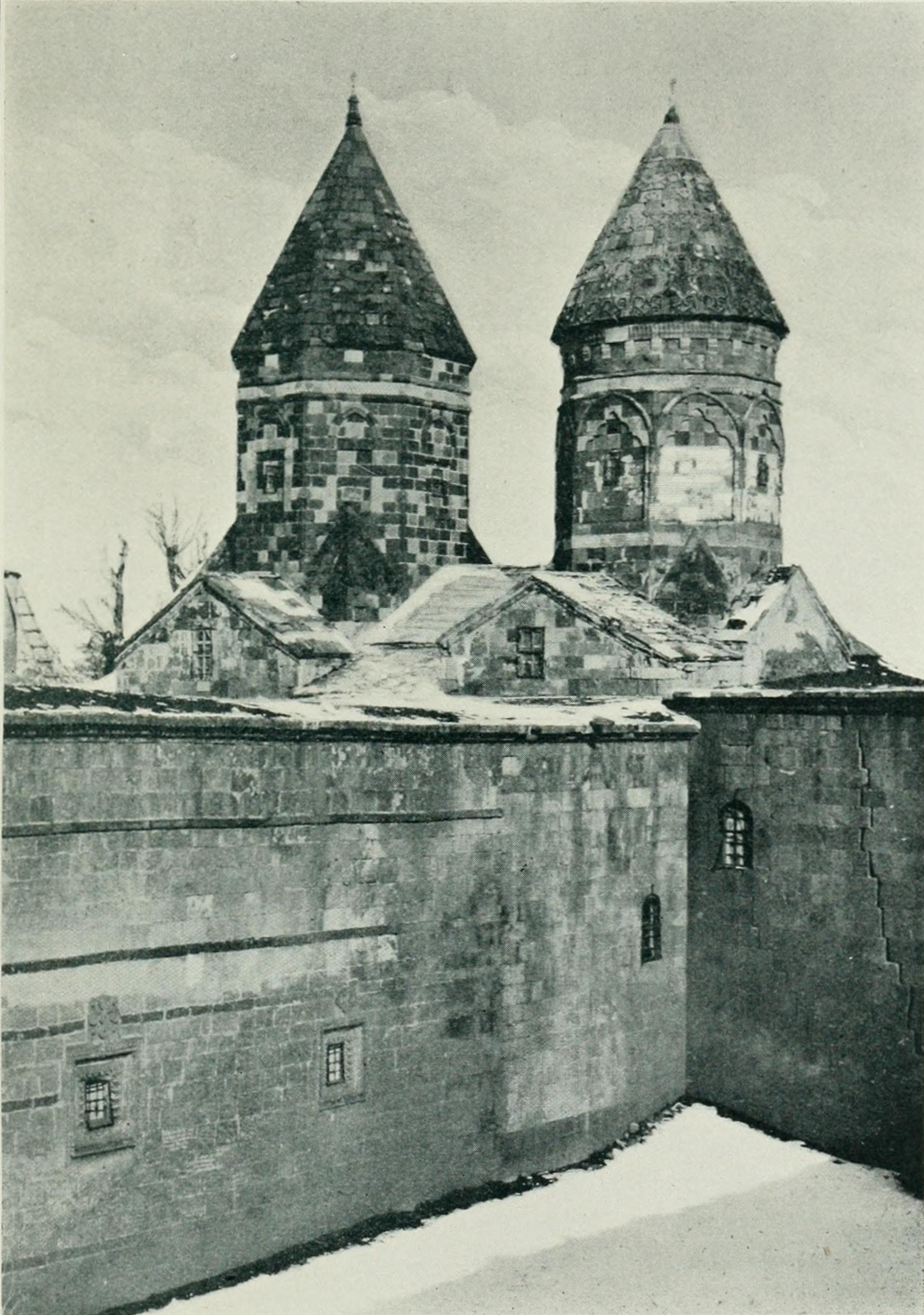
Tambours et dômes de Sourp Stepanos et de Sourp Karapet, 1893.
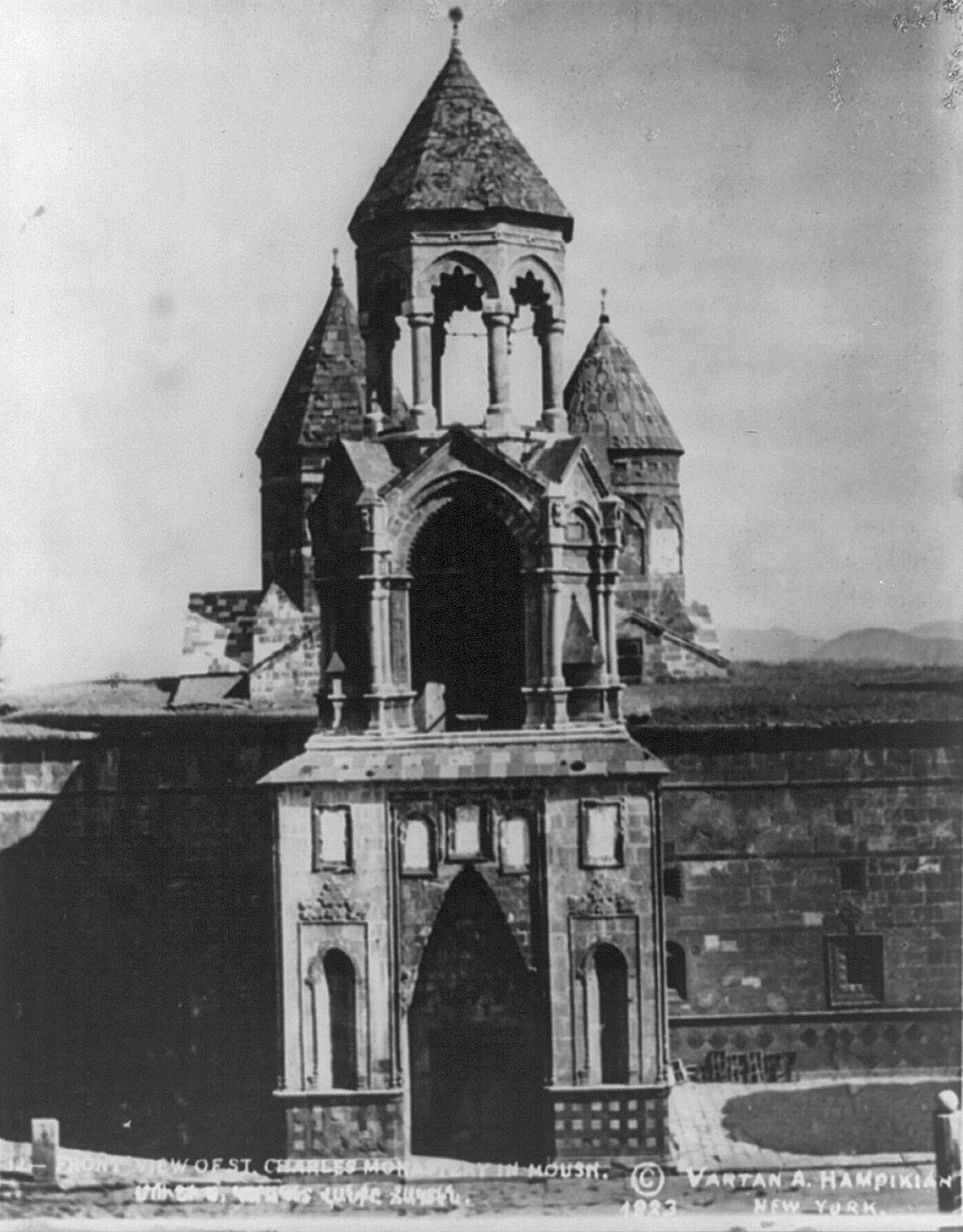
Clocher-tour.
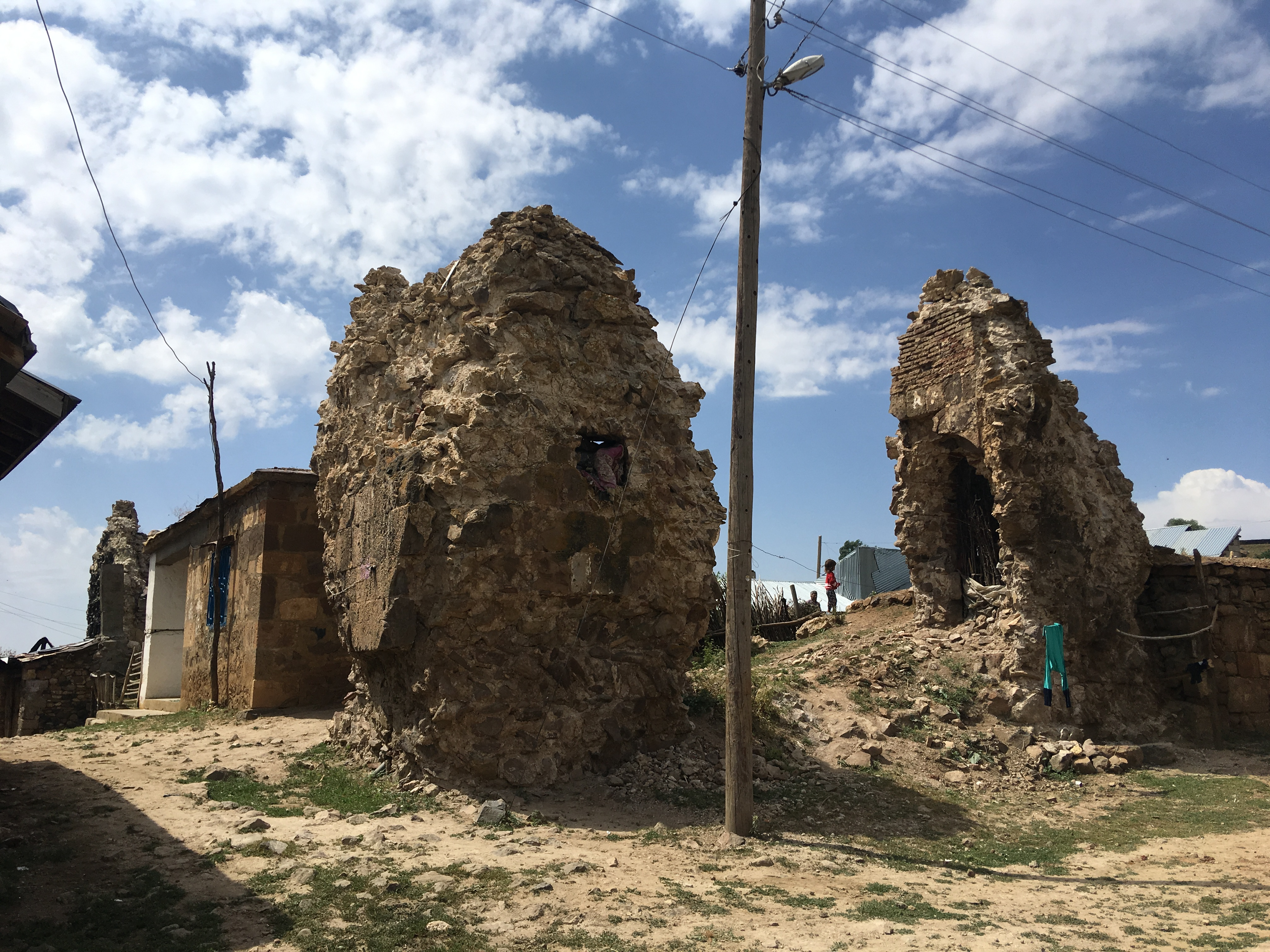
Derniers vestiges actuels du monastère de Saint Karapet.